# Economische en Monetaire Gemeenschap van Centraal-Afrika
De Economische en Monetaire Gemeenschap van Centraal-Afrika (of CEMAC naar haar Franse naam Communauté Économique et Monétaire de l'Afrique Centrale) is een organisatie van Centraal-Afrikaanse staten die als doel heeft economische integratie te bevorderen tussen landen die een gezamenlijke munteenheid delen, de Centraal-Afrikaanse CFA-frank.
CEMAC is de opvolger van de Centraal-Afrikaanse Douane- en Economische Unie (UDEAC), die in 1999 formeel is opgeheven.
De doelen van CEMAC zijn het bevorderen van handel, de instelling van een volwaardige gezamenlijke markt en grotere solidariteit tussen mensen en naar minder-bevoordeelde landen en regio's.
In 1994 lukte het de CEMAC om quotabeperkingen en tariefreducties door te voeren. Tegenwoordig delen CEMAC-landen een gezamenlijke financiële, reglementaire en wettelijke structuur, en onderhouden ze een gezamenlijk extern tarief voor import uit niet-CEMAC-landen. In theorie zijn tarieven binnen de CEMAC opgeheven, maar een volledige implementatie hiervan is vertraagd. Binnen de CEMAC is sprake van vrij verkeer van kapitaal.
Op 24 januari 2003 bereikte de Europese Unie financiële overeenstemming met de ECCAS en de CEMAC, met als voorwaarde dat deze beiden zouden fuseren tot een organisatie. CEMAC is niet een van de pilaren van de Afrikaanse Economische Gemeenschap, maar haar leden zijn wel verbonden via de Economic Community of Central African States (ECCAS).

## Trivia
- De landen, die lid zijn van de Economische en Monetaire Gemeenschap van Centraal-Afrika, spelen samen om de CEMAC Cup.